# Charomsky M-40
Charomsky M-40 foi um motor aeronáutico russo a diesel com doze cilindros, bloco em "V" (V12) e refrigerado a água. Motor de quatro tempos, foi desenvolvido pelo projetista russo Alexey Dmitrievich Charomsky a partir do motor AN-1 (motor aeronáutico) [en].

## História
Na União Soviética da década de 30 havia pouco desenvolvimento no setor petroquímico, com deficiência na produção de gasolina de alta octanagem para uso em aviação. Isso fez com que se iniciassem pesquisas e desenvolvimento de motores a diesel, não só para esta aplicação, mas também para uso em outros equipamentos motorizados das forças armadas. Havia uma boa produção de diesel e querosene, obtidos no processo de craqueamento de petróleo, como subprodutos da produção de gasolina. Os primeiros estudos foram feitos depois da compra em 1930, do projeto e de duas unidades norte-americanas do motor aeronáutico Packard DR-980 [en], radial de nove cilindros, a diesel. O projeto foi criado pelo capitão projetista Lionel Woolson. Com a morte de Woolson em um acidente aéreo naquele ano, a fabricação americana terminou, depois de cem unidades produzidas. Os testes na União Soviética foram realizados no Instituto Central Baranov de Desenvolvimento de Motores Aeronáuticos [en] (CIAM), que foi criado em Moscou também em 1930 para desenvolver o projeto. Os resultados dos testes não foram satisfatórios. Então, em 1931, foi elaborado um planejamento para a construção de novos motores, prevendo o desenvolvimento de seis modelos a diesel. Os seis motores foram denominados H-1 a H-6, e deveriam ser produzidos entre 1932 e 1933. O H-1, com 600 cv (592 hp) de potência, recebeu posteriormente a denominação AN-1 e começou a ser produzido em meados de 1933. Em novembro de 1935 passou pela fase de testes e em 1936 foi aperfeiçoado, com um redutor e um turbocompressor, recebendo a nova identificação de AN-1RTK.
Em 1938, pouco antes da eclosão da Segunda Guerra Mundial, Alexey Charomsky, que liderava o grupo de trabalho do motor e outros funcionários no CIAM, foram obrigados a abandonar o projeto e trabalhar no órgão de segurança russo NKVD, no departamento técnico responsável pelo desenvolvimento de motores. O desenvolvimento do AN-1RTK continuou sob a liderança do engenheiro VM Yakovlev. Em 1940, o motor foi rebatizado de Charomsky M-40. O primeiro protótipo foi apresentado para testes em maio de 1940 e no final daquele ano passou a ser produzido na planta de Leningrado. Durante a primeira metade de 1941, foram produzidas 58 unidades, que passaram a equipar os aviões TB-7, antecessores do Petlyakov Pe-8. A produção dos motores M-40 cessou em outubro de 1941.

## Versões
- M-40, versão de série, potência máxima 1 250 hp (1 270 cv), peso 1 150 kg (2 540 lb).
- M-40F, protótipo com potência máxima 1 500 hp (1 520 cv), lançado em 1941.

## Especificações
Fonte: Kotelnikov, Russian Piston Aero Engines
Tipo                  = V-12, turboalimentado, quatro tempos
Diâmetro dos cilindros= 180 mm (7,09 in)
Curso                 = 200 mm (7,87 in)
Volume deslocado      = 61.04 l
Peso                  = 1 150 kg (2 540 lb)
Turbocompressor       = 4 x TK-88
Combustível           = diesel
Arrefecimento         = refrigerado a água
Potência              =1 250 hp (932 kW)
Razão de compressão   =13,5:1